# John Dumelo
 (janvier 2021).
Si vous disposez d'ouvrages ou d'articles de référence ou si vous connaissez des sites web de qualité traitant du thème abordé ici, merci de compléter l'article en donnant les références utiles à sa vérifiabilité et en les liant à la section « Notes et références ».
 (janvier 2021).
La mise en forme du texte ne suit pas les recommandations de Wikipédia : il faut le « wikifier ».
Les points d'amélioration suivants sont les cas les plus fréquents :
- Les titres sont pré-formatés par le logiciel. Ils ne sont ni en capitales, ni en gras.
- Le texte ne doit pas être écrit en capitales (les noms de famille non plus), ni en gras, ni en italique, ni en « petit »…
- Le gras n'est utilisé que pour surligner le titre de l'article dans l'introduction, une seule fois.
- L'italique est rarement utilisé : mots en langue étrangère, titres d'œuvres, noms de bateaux, etc.
- Les citations ne sont pas en italique mais en corps de texte normal. Elles sont entourées par des guillemets français : « et ».
- Les listes à puces sont à éviter, des paragraphes rédigés étant largement préférés. Les tableaux sont à réserver à la présentation de données structurées (résultats, etc.).
- Les appels de note de bas de page (petits chiffres en exposant, introduits par l'outil «  Source ») sont à placer entre la fin de phrase et le point final[comme ça].
- Les liens internes (vers d'autres articles de Wikipédia) sont à choisir avec parcimonie. Créez des liens vers des articles approfondissant le sujet. Les termes génériques sans rapport avec le sujet sont à éviter, ainsi que les répétitions de liens vers un même terme.
- Les liens externes sont à placer uniquement dans une section « Liens externes », à la fin de l'article. Ces liens sont à choisir avec parcimonie suivant les règles définies. Si un lien sert de source à l'article, son insertion dans le texte est à faire par les notes de bas de page.
- La présentation des références doit suivre les conventions bibliographiques. Il est recommandé d'utiliser les modèles {{Ouvrage}}, {{Chapitre}}, {{Article}}, {{Lien web}} et/ou {{Bibliographie}}. Le mode d'édition visuel peut mettre en forme automatiquement les références.
- Insérer une infobox (cadre d'informations à droite) n'est pas obligatoire pour parachever la mise en page.

Pour une aide détaillée, merci de consulter Aide:Wikification.
Si vous pensez que ces points ont été résolus, vous pouvez retirer ce bandeau et améliorer la mise en forme d'un autre article.
 (mars 2021).
Le contenu est difficilement compréhensible vu les erreurs de traduction, qui sont peut-être dues à l'utilisation d'un logiciel de traduction automatique.
 ( novembre 2024).
John Dumelo né le 3 février 1984 est un acteur, agriculteur et homme politique ghanéen. Le 1er avril 2014, il est devenu le premier Ghanéen à avoir atteint un million de likes sur Facebook. Ses parents sont John Dumelo qui était ingénieur civil et Antoinette Dumelo un agent des douanes.

## Biographie

### Vie privée
Dumelo est né au Ghana. Il a fait ses études de base à l'école Christ the King à Accra.
Il a fréquenté l'école Achimota, faisait partie du Drama Club et a également remporté le prix Fliers Guy in Mo-TOWN. Et a poursuivi ses études en génie civil à l'Université des sciences et technologies Kwame Nkrumah. Il a contesté dans M. University a gagné à KNUST. Plus tard, il s'est inscrit à l'École de la fonction publique et de la gouvernance de GIMPA. Il a commencé à jouer au début des années 1990 dans un film de 1991 appelé Baby Thief alors qu'il fréquentait l'école Christ the King et était payé 20 mille (actuellement 2 cedis) à l'âge de 7 ans.
John Dumelo est marié à Gifty Mawunya Nkornu. Il a organisé un grand mariage au Royal Senchi Resort à Akosombo. Le premier enfant du couple est né le 16 octobre 2018. Il s'appelle John Dumelo Jnr après son père.

## Filmographie
- 4Play (film)
- A Northern Affair (2014)
- Adams Apples film series (2011–2012)
- A Private Storm (2010)
- A Night with Her
- After the Wedding
- Black Men Rock (2018)
- Blackmoney (2012)[18]
- Beautiful Ruins (2016)
- Baby Thief (1991)
- Blind Lust
- Chelsea
- Suncity
- Crime Suspect
- Double Cross (2014)
- End of Mirror of Life (2011)
- End of Brides War
- End of the Maidens
- Final Innocent Sin
- Ghetto Queen
- Gold Not Silver
- Hearts of men (2009)
- Hero
- Holy Secret
- Humble Hero
- Hunted House
- If God Be for Us (2016)
- Letters to my Mother
- Love Alone
- Love or Something Like That (2014)
- Marriage Planner
- Mirror of Life
- Men in Love (2010)
- My Fantasy
- Never Again
- One Night in Vegas
- One in a Million
- Of Sentimental Value
- Queens Pride
- Single Six
- Single, Married and Complicated
- Secret Shadows
- Tales Of Nazir – The Movie
- The Game (2010)
- The King is Mine
- The Maidens
- The Prince Bride
- The Snake Boy
- The Supremo
- Ties that Bind
- To Love a Prince
- 2024 : Le Détournement de Robert O. Peters : capitaine Ambrose

## Engagement en politique
Lors de la campagne du parti NDC du Congrès national démocratique (Ghana) En 2016, Dumelo était l'une des célébrités les plus influentes et les plus remarquables qui ont été vues en campagne pour le gouvernement NDC. Des rumeurs se sont répandues selon lesquelles, en reconnaissance de son engagement et de son patriotisme envers le Parti, il a été appelé et nommé par l'ancien président du Ghana SE John Dramani Mahama, pour servir son parti en tant que directeur des opérations pour le groupe de jeunes pro-NDC Congrès national démocratique (NDC).
Le 19 juillet 2019, John Dumelo a récupéré un formulaire de candidature pour se présenter aux primaires du NDC en tant que candidat parlementaire. Le 24 août 2019, il a remporté les primaires parlementaires du NDC pour représenter le NDC dans la circonscription d'Ayawaso West Wougon aux élections générales de 2020. Il a lancé avec succès son manifeste de campagne pour l'élection de 2020 le dimanche 18 octobre 2020 en promettant d'engager la moitié de son salaire pour le développement de la jeunesse dans la circonscription s'il était voté. Le 7 décembre 2020, John Dumelo a perdu les élections législatives face à la titulaire du Nouveau Parti patriotique (NPP) Lydia Alhassan pour la circonscription d'Ayawaso West Wuogon.

## Entreprises commerciales
En plus d'être un acteur de renommée internationale, John Dumelo est un entrepreneur. Il a lancé sa ligne de vêtements (J.Melo) en 2012. L'acteur est également connu pour être impliqué dans les cultures et l'élevage.

## Accolades
| Année | Prix                                                                  | Category                        | Film              | Resultat   |
| ----- | --------------------------------------------------------------------- | ------------------------------- | ----------------- | ---------- |
| 2010  | Best of Nollywood Awards                                              | Best Actor in a Leading Role    | The Maidens       | Nomination |
| 2010  | Africa Movie Academy Awards                                           | Most Promising Actor            | Heart of Men      | Nomination |
| 2011  | Afro Australian Movies and Music Awards                               | African Most outstanding Actor  |                   | Lauréat    |
| 2011  | Africa Movie Academy Awards                                           | Best Actor in a supporting role | A Private Storm   | Nomination |
| 2012  | Ghana Movie Awards                                                    | Best actor in a Lead role       | Queen Latifa      | Nomination |
| 2013  | Ghana Movie Awards                                                    | Best Actor in a lead role       | A Northern Affair | Lauréat    |
| 2017  | 2017 Panafrican Film and Television Festival of Ouagadougou (FESPACO) | Best Actor West Africa          | A Northern Affair | Lauréat    |